# 稲垣稜
稲垣 稜（いながき りょう、1974年8月 - ）は、日本の地理学者。奈良大学文学部地理学科教授。

## 略歴
1974年岐阜県に生まれる。1997年に滋賀大学教育学部を卒業後、同大学大学院教育学研究科修士課程に進学。同研究科を1999年に修了した後、名古屋大学大学院人間情報学研究科博士課程に進学し、2004年にこれを修了。京都大学大学院人間・環境学研究科助手、奈良大学文学部地理学科講師を経て、2011年より准教授。専攻は人文地理学、都市地理学。博士（学術）（名古屋大学）。
2012年度に著書『郊外世代と大都市圏』で、日本都市学会賞（奥井記念賞）を受賞。2014年度に論文「大都市圏郊外における中心都市への通勤者数減少の要因に関する考察―1990年代後半以降の奈良県生駒市を中心に―」にて日本地理学会賞（優秀論文部門）を受賞。

## 主な所属学会
- 人文地理学会
- 日本地理学会
- 経済地理学会
- 日本都市地理学会

## 著書

### 単著
- 『郊外世代と大都市圏』（ナカニシヤ出版、2011年）
- 『現代社会の人文地理学』（古今書院、2014年）
- 『都市の人文地理学』（古今書院、2019年）